# Bidar (Distrikt)
Der Distrikt Bidar (Kannada: ಬೀದರ ಜಿಲ್ಲೆ) ist ein Distrikt des indischen Bundesstaates Karnataka. Verwaltungssitz ist die namensgebende Stadt Bidar.

## Geografie

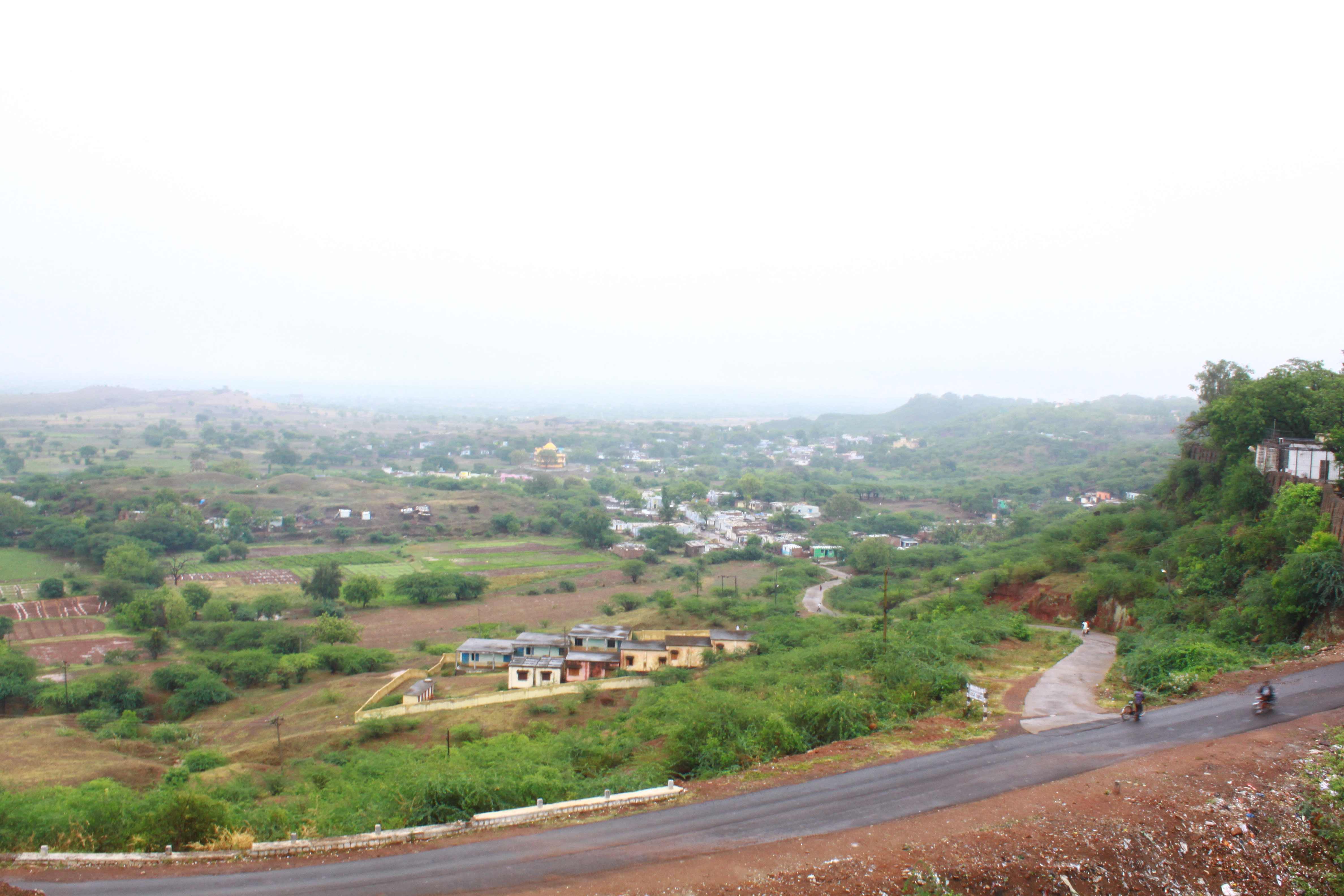
Blick vom Fort Bidar

Der Distrikt Bidar liegt im äußersten Nordosten Karnatakas an der Grenze zu den Nachbarbundesstaaten Telangana und Maharashtra. Nachbardistrikte sind Kalaburagi (Karnataka) im Süden, Osmanabad im Westen, Latur im Nordwesten und Nanded im Norden (alle Maharashtra) sowie Medak (Telangana) im Osten.
Die Fläche des Distrikts Bidar beträgt 5.448 Quadratkilometer. Das Gebiet gehört zum Hochland von Dekkan und hat eine Höhe von durchschnittlich 580 bis 610 Metern über dem Meeresspiegel. Das Terrain stellt sich größtenteils als flache Hochebene dar. Der wichtigste Fluss im Distriktgebiet ist der Manjira, ein Nebenfluss des Godavari.
Der Distrikt Bidar ist in die fünf Taluks Basavakalyan, Bhalki, Aurad, Bidar und Homnabad unterteilt.

## Geschichte

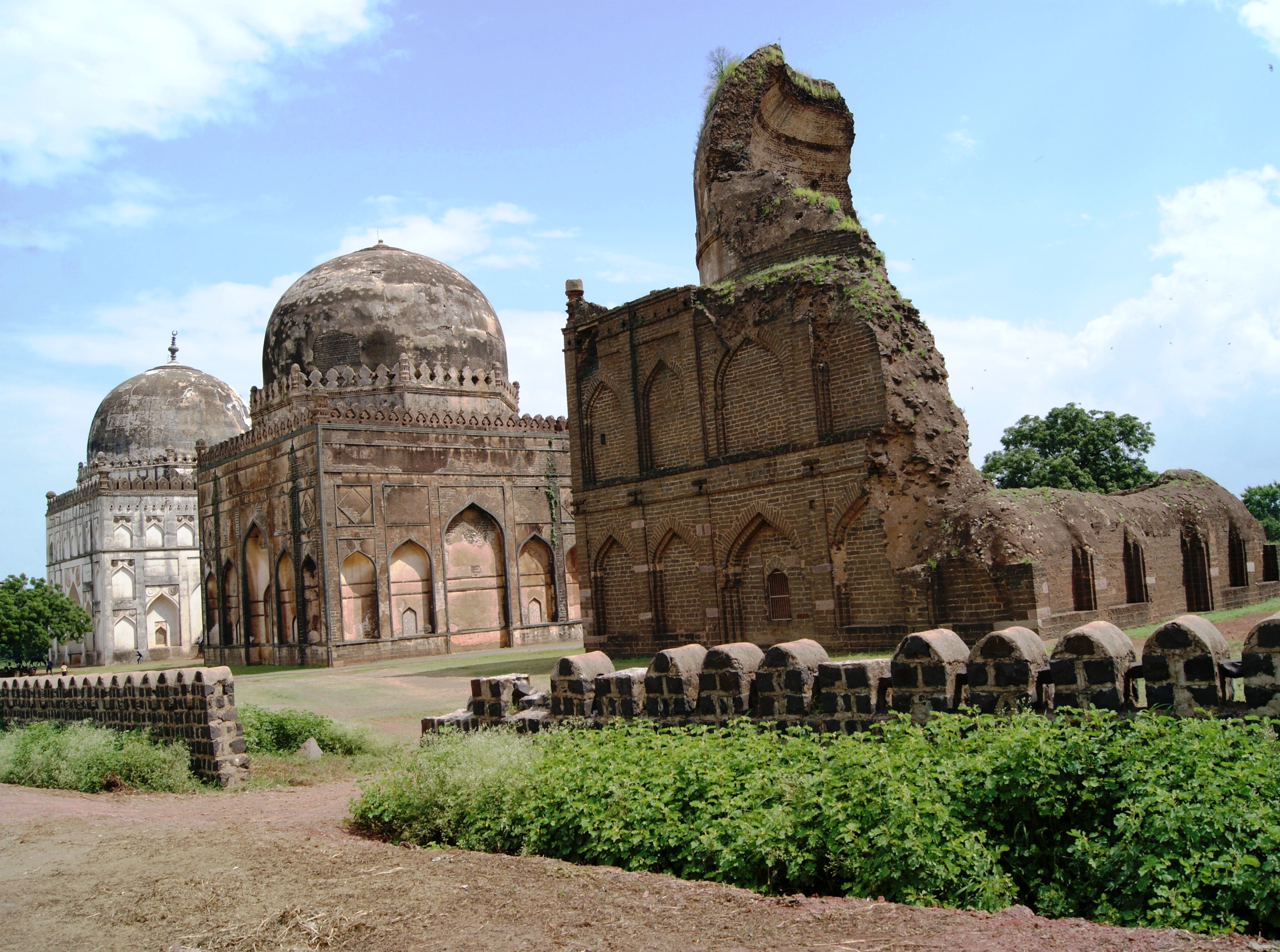
Mausoleen der Bahmani-Herrscher

Das Gebiet des Distrikts Bidar stand während seiner Geschichte unter der Herrschaft wechselnder Dynastien. Die im heutigen Distriktgebiet liegende Stadt Kalyani (heute Basavakalyan) war von der Mitte des 11. Jahrhunderts bis zum Fall des Reiches Ende des 12. Jahrhunderts die Hauptstadt der Westlichen Chalukya. 1321 begann in Bidar durch die Eroberung durch das Sultanat von Delhi die muslimische Herrschaftsperiode. 1347 kam Bidar unter die Herrschaft des Bahmani-Sultanats, das sich von Delhi abgespalten hatte und sich in der Folge zu einem wichtigen Machtfaktor auf dem Dekkan entwickelte. 1430 verlegten die Bahmani-Sultane ihre Hauptstadt von Gulbarga nach Bidar. Um die Wende vom 15. zum 16. Jahrhundert zerfiel das Bahmani-Sultanat aber durch innere Konflikte und spaltete sich in die fünf Dekkan-Sultanate auf. Eines davon war das 1492 gegründete Sultanat Bidar, das bis zur Unterwerfung durch das Sultanat Bijapur im Jahr 1609 bestand. Um 1656 wurde Bidar schließlich vom Mogulreich unter Aurangzeb erobert. 1724 kam Bidar wiederum zu Hyderabad, das sich unter Asaf Jah I. vom Mogulreich abgespalten hatte. Während der britischen Kolonialzeit wurde Hyderabad zu einem nominell unabhängigen Fürstenstaat unter britischer Oberhoheit.
Der Distrikt Bidar entstand 1866 als Verwaltungseinheit des Fürstenstaates Hyderabad. Nach der indischen Unabhängigkeit 1947 wurde Hyderabad als Bundesstaat in Indien eingegliedert. Als 1956 die indischen Bundesstaaten durch den States Reorganisation Act nach den Sprachgrenzen neugegliedert wurden, wurde der Distrikt Bidar geteilt: Sein westlicher Teil, in dem mehrheitlich Marathi gesprochen wurde, (Taluks Ahmadpur, Nilanga und Udgir) kam an den Bundesstaat Bombay (ab 1960 Maharashtra) und ein kleinerer Teil im Osten, in dem mehrheitlich Telugu gesprochen wurde, (Taluk Narayankhed) wurde dem Bundesstaat Andhra Pradesh zugeschlagen. Der verbliebene Distrikt Bidar kam zu den kannadasprachigen Bundesstaat Mysore (1973 umbenannt in Karnataka).

## Bevölkerung

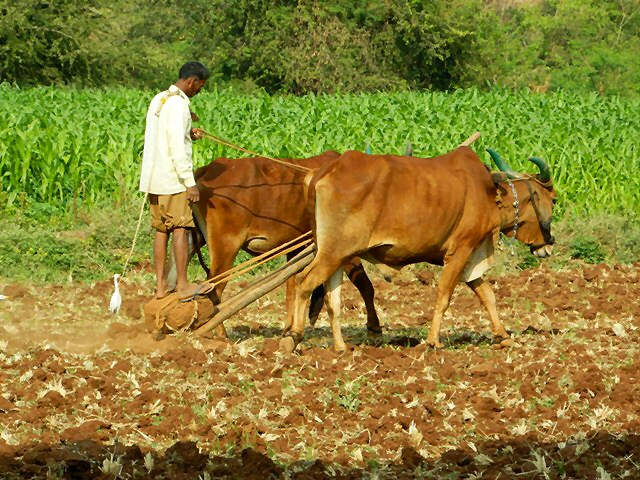
Bauer mit Ochenpflug im Distrikt Bidar

Bei der indischen Volkszählung 2011 hatte der Distrikt Bidar 1.703.300 Einwohner. Zwischen 2001 und 2011 wuchs die Einwohnerzahl um 13,4 Prozent und damit etwas langsamer als im Mittel Karnatakas (15,7 Prozent). Die Bevölkerungsdichte entsprach mit 313 Einwohnern pro Quadratkilometer dem Durchschnitt des Bundesstaates. (319 Einwohner pro Quadratkilometer). 25,0 Prozent der Einwohner des Distrikts Bidar lebten in Städten (der Mittelwert Karnatakas betrug 38,6 Prozent). Die Alphabetisierungsquote lag mit 70,5 Prozent unter dem Durchschnitt Karnatakas von 75,6 Prozent.
Nach der Volkszählung 2001 stellten im Distrikt Bidar Hindus mit 75,7 Prozent die Bevölkerungsmehrheit. Ihr Anteil ist aber niedriger als im Rest Karnatakas. Daneben gibt es eine große muslimische Minderheit von 19,7 Prozent. Nach Dakshina Kannada hat Bidar den zweithöchsten muslimischen Bevölkerungsanteil der Distrikte Karnatakas. Die muslimische Bevölkerung konzentriert sich vor allem auf die Städte: Hier stellen sie mehr als ein Drittel der Einwohner. 1,8 Prozent der Einwohner des Distrikts sind Buddhisten. Dabei handelt es sich zum Teil um Anhänger des im 20. Jahrhundert vom Sozialreformer B. R. Ambedkar begründeten Dalit-Buddhismus, der seine Basis im Nachbarbundesstaat Maharashtra hat, aber auch in den nördlichsten Distrikten Karnatakas verbreitet ist. Ferner gibt es noch eine kleine christliche Minderheit von 2,9 Prozent.
Neben Kannada, der Hauptsprache Karnatakas, werden im Distrikt Bidar auch Marathi und Telugu, die Sprachen der beiden Nachbarbundesstaaten Maharashtra und Telangana, sowie Urdu, das wie in den meisten Teilen des Bundesstaates unter der muslimischen Bevölkerung verbreitet ist, gesprochen. Wegen des hohen Bevölkerungsanteils seiner Sprecher besitzt das Urdu im Distrikt Bidar den Status einer beigeordneten Amtssprache.

## Städte
| Stadt        | Einwohner (2001) |
| ------------ | ---------------- |
| Aurad        | 16.189           |
| Basavakalyan | 58.742           |
| Bhalki       | 35.102           |
| Bidar        | 172.298          |
| Chitgoppa    | 24.232           |
| Homnabad     | 36.511           |